# Папа Јован Павле II
Папа свети Јован Павле II (световно Карол Јозеф Војтила, пољ. Karol Józef Wojtyła; Вадовице, 18. мај 1920 — Ватикан, 2. април 2005) је био поглавар Римокатоличке цркве и шеф државе Ватикан од 1978. до 2005. године. Још од папе Хадријана VI, који је владао од 1522. до 1523, први је папа који није пореклом из Италије. Његов понтификат је трајао 26 година, и трећи је најдужи у историји, након светог Петра (34 или 37 година) и блаженог папе Пија IX (31 година). Извршио је највише проглашења за свеца у историји папства. Такође је први папа који је крочио у џамију и синагогу. Наследник папе Јована Павла II, папа Бенедикт XVI, је покренуо поступак његове беатификације. Јован Павле II је уздигнут у ред блаженика католичке цркве 1. маја 2011. године, а проглашен светим 28. априла 2014. године.

## Биографија
Мајка му је умрла када је имао девет година. Године 1938, кренуо је на краковски, Јагелонски универзитет, и у глумачку школу. После Немачке окупације, 1939. године, запослио се у фабрици хемикалија, како би избегао депортацију у Немачку.
После Другог светског рата и поновног отварања семеништа, Војтила је наставио своје школовање у Кракову и отишао на теолошки факултет у Кракову. Заредио се 1946. године.
Завршио је теолошки докторат 1948. године и исте године се вратио у Пољску и био је свештеник у Кракову све до 1951. Касније је постао професор моралне теологије и социјалне етике на највећем семеништу у Кракову и на Католичком универзитету у Лублину. Године 1958, Папа Пије XII прогласио га је бискупом Кракова, а 1964. године Папа Павле VI прогласио га је надбискупом Кракова, 1967. године постаје кардинал.
Од почетка његовог понтификата у октобру 1978. године, папа Јован Павле II имао је 104 пасторалне посете ван Италије и 146 унутар Италије. Карол Војтила је био до сада једини словенски поглавар Римокатоличке цркве.
У младости је играо фудбал, бавио се пливањем, скијањем, планинарењем и вожњом кајака. Пре него што је постао свештеник био је глумац, каменорезац, песник.
Три пута је обавио чин егзорцизма, односно истеривања ђавола на Тргу Светог Петра у Ватикану. Папа Јован Павле II је преживео атентат 1981. године, када је Турчин Мехмет Али Агџа, из непознатих разлога, два пута пуцао у стомак папи. Атентатор је у затвору провео 19 година, а поглавар Римокатоличке цркве га је посетио у ћелији и опростио му покушај убиства.
У друштвеном смислу, папа Јован Павле II је био извор контроверзи. Био је активан у борби против комунизма, за права на слободу и живот људи. За време његовог мандата Алојзије Степинац је проглашен блаженим.
Са друге стране, у друштвеном и теолошком смислу био је заговорник традиционалних вредности, залагао се за забрану абортуса, оштро се противио разводима и хомосексуалности. Није прихватио ни све чешће захтеве да и жене постану равноправне у цркви тако што ће моћи да заузимају високе положаје. Многи сматрају да је тим конзервативним ставовима удаљио доста верника од католичке цркве. Један од првих потеза по доласку на чело Католичке цркве било је забрана проповедања Хансу Кингу, који је заступао тзв. теологију ослобођења, која је нашла много присталица, поготово у Латинској Америци.
Папа Јован Павле Други је чврсто је веровао у екуменизам. Први је римски папа који је после хиљаду година раскола отишао у посету Цариградском патријарху. Први је папа који је походио синагогу и џамију. У Дамаску 2001. католички поглавар је ушао у исламски храм.
Такође је био први папа који је тражио опроштај за грехе припадника католичке цркве - јубилејско mea culpa једно је од најважнијих акција овог понтифекса, као и постављање летка у Зиду плача у Јерусалиму.

## Књиге
Иако за време понтификата није издавао књиге, након његове смрти његови помоћници сакупљају његове списе и тако настаје неколико књига:
- Мушко и женско створи их - катехезе о људској љубави
- Љубав и одговорност (једина књига који лично издаје док је још био бискуп )
- Прећи праг наде
- Сећање и идентитет
- Писма свећеницима